# Bergmücken
Die Bergmücken (Deuterophlebia, Deuterophlebiidae) sind eine Gattung und Familie der Zweiflügler (Diptera) und gehören zu den Mücken (Nematocera). Die wenigen Angehörigen dieser Gruppe leben in Ost- und Zentralasien sowie in Nordamerika.
Bemerkenswert sind die wasserlebenden Larven der Bergmücken, die in ihrem Körperbau und in ihrer Lebensweise sehr gut an schnell fließende Gewässer angepasst sind. Man findet sie ausschließlich auf glatten, überfluteten Steinen in maximal 30 Zentimetern Wassertiefe. Die Larven sind dorsal abgeflacht und extrem breit gebaut. Der Kopf trägt lange und gegliederte Antennen, der anschließende Thorax ist dreigliedrig und besitzt keine Extremitäten. Das Abdomen besteht aus acht Segmenten, wobei die ersten sieben stark verbreitert und mit beinähnlichen Pseudopodien versehen sind. Diese „Beine“ tragen an ihrem Ende im ersten Larvenstadium einen, später bis zu 13 Hakenringe, mit denen sich die Tiere am Substrat halten können. Das letzte Abdominalsegment ist mit fünf Analpapillen bestückt. Die Atmung der Tiere erfolgt über die Körperoberfläche.
Die Puppe der Bergmücken erscheint von dorsal betrachtet oval und ist leicht konkav gekrümmt. Sie ist dort zu finden, wo auch die Larven gelebt haben, und ist mit ihrer Bauchseite fest an die Steine gepresst. Am Prothorax trägt sie Atemorgane. In den weiblichen Puppen findet man bereits 40 bis 100 befruchtungsfähige Eier.